# Acfred (Aquitanien)
Acfred († 927) war kurze Zeit Graf von Auvergne und Herzog von Aquitanien. Er war ein Sohn des Grafen Acfred I. von Carcassonne und dessen Ehefrau Adeline, der Schwester Herzog Wilhelm I. von Aquitanien. Damit gehörte er den Belloniden an.
Während der Herrschaft seines Bruders, Herzog Wilhelm II., war Acfred Graf im Velay, vermutlich auch im Gévaudan und Laienabt von St. Julien in Brioude. Während der Auseinandersetzungen seines Bruders mit König Rudolf besetzte Acfred zeitweise Nevers, wurde dort aber von Graf Heribert II. von Vermandois vertrieben.
Er folgte seinem 926 gestorbenen Bruder als Herzog von Aquitanien nach, starb aber bereits im Jahr darauf. Über eine Ehe oder Nachkommen Acfreds ist nichts bekannt. Den umfangreichen Besitz seiner Familie vermachte er testamentarisch dem Grafen Ebalus Mancer von Poitou.